# Vòng sơ loại Cúp bóng đá châu Phi 2025
Vòng sơ loại của Vòng loại Cúp bóng đá châu Phi 2025 được tổ chức để quyết định bốn đội tuyển sẽ tiến vào vòng bảng của giải đấu vòng loại. Vòng sơ loại bao gồm tám đội có thứ hạng thấp nhất trong số 52 đội tham gia, các đội được chia ra thành hai bảng bốn đội và vòng sơ loại này được tổ chức từ ngày 20 đến ngày 26 tháng 3 năm 2024.
Tám đội tuyển được chia thành bốn cặp trận đấu theo thể thức hai lượt trên sân nhà và sân khách. TChad, Eswatini, Liberia và Nam Sudan là bốn đội tuyển đã giành được suất tham dự vòng loại, nơi họ sẽ tranh tài với cùng với 44 đội tuyển còn lại.

## Bốc thăm
Lễ bốc thăm vòng sơ loại được tổ chức vào lúc 14:00 Giờ Trung Phi (UTC+2) ngày 20 tháng 2 năm 2024 tại trụ sở chính của CAF ở Cairo, Ai Cập. Tám đội tuyển quốc gia tham dự được chia thành hai bảng bốn đội dựa trên thứ hạng của họ tại Bảng xếp hạng thế giới của FIFA tính đến ngày 15 tháng 2 năm 2024 (hiển thị trong dấu ngoặc đơn).
Hai đội tuyển quốc gia Seychelles (199) và Eritrea (không được xếp hạng) đã bị loại khỏi vòng sơ loại.
Các đội tuyển được in đậm là những đội đã giành quyền vào vòng bảng.
| Nhóm 1                                                             | Nhóm 2                                                                    |
| ------------------------------------------------------------------ | ------------------------------------------------------------------------- |
| Eswatini (149) · Liberia (152) · Nam Sudan (166) · Mauritius (177) | Tchad (181) · São Tomé và Príncipe (191) · Djibouti (192) · Somalia (198) |

## Các trận đấu
Lượt đi diễn ra vào ngày 20 và 22 tháng 3, lượt về diễn ra vào ngày 26 tháng 3 năm 2024.
| Đội 1                | TTSTooltip Aggregate score | Đội 2     | Lượt 1 | Lượt 2 |
| -------------------- | -------------------------- | --------- | ------ | ------ |
| Somalia              | 2–5                        | Eswatini  | 0–3    | 2–2    |
| São Tomé và Príncipe | 1–1 (a)                    | Nam Sudan | 1–1    | 0–0    |
| Tchad                | 3–1                        | Mauritius | 1–0    | 2–1    |
| Djibouti             | 0–2                        | Liberia   | 0–2    | 0–0    |

| Somalia | 0–3      | Eswatini                                       |
| ------- | -------- | ---------------------------------------------- |
|         | Chi tiết | - Figuareido 33' - Ndzinisa 45+3' - Thwala 56' |

| Eswatini                       | 2–2      | Somalia         |
| ------------------------------ | -------- | --------------- |
| - Ndzinisa 46' - Matsebula 49' | Chi tiết | - Awad 76', 84' |

Eswatini giành chiến thắng với tổng tỉ số 5–2.
| São Tomé và Príncipe | 1–1      | Nam Sudan  |
| -------------------- | -------- | ---------- |
| - Leal 50'           | Chi tiết | - Elly 78' |

| Nam Sudan | 0–0      | São Tomé và Príncipe |
| --------- | -------- | -------------------- |
|           | Chi tiết |                      |

Tổng tỷ số là 1–1. Nam Sudan thắng nhờ luật bàn thắng sân khách.
| Tchad         | 1–0      | Mauritius |
| ------------- | -------- | --------- |
| - Thiam 90+3' | Chi tiết |           |

| Mauritius          | 1–2      | Tchad                        |
| ------------------ | -------- | ---------------------------- |
| - Villeneuve 45+2' | Chi tiết | - Hiver 74' - Hissein 90+10' |

Tchad giành chiến thắng với tổng tỉ số 3–1.
| Djibouti | 0–2      | Liberia                            |
| -------- | -------- | ---------------------------------- |
|          | Chi tiết | - Sangare 23' (ph.đ.) - Dorley 35' |

| Liberia | 0–0      | Djibouti |
| ------- | -------- | -------- |
|         | Chi tiết |          |

Liberia giành chiến thắng với tổng tỉ số 2–0.

## Cầu thủ ghi bàn
Đã có 15 bàn thắng ghi được trong 8 trận đấu, trung bình 1.88 bàn thắng mỗi trận đấu.
2 bàn thắng
- Sabelo Ndzinisa
- Mohamed Awad

1 bàn thắng
- Ousmane Hissein
- Amine Hiver
- Mahamat Thiam
- Justice Figuareido
- Bongwa Matsebula
- Kwakhe Thwala
- Oscar Dorley
- Mohammed Sangare
- Jérémy Villeneuve
- Luís Leal
- Data Elly